# اجاق سرد همسایه
اجاق سرد همسایه نام کتابی از اتابک فتح‌الله‌زاده است. این کتاب روایت افرادی است که با افکار کمونیستی و پس از شکست فرقهٔ دمکرات آذربایجان در سال ۱۳۲۵ و با رؤیای زندگی در بهشت سوسیالیست‌ها در دوران شوروی سابق، در زمان استالین به روسیه گریخته اما پس از چندین سال آوارگی و شکنجه به کشور بازمی‌گردند.
فتح‌الله‌زاده پس از ۲۲ سال زندگی در سوئد برای نگارش این کتاب به شهرهای مشهد، تهران و آستارا سفر کرد و با عده‌ای از مهاجران سابق به گفتگو نشست.
اجاق سرد همسایه توسط نشر معین و در ۲۲۸ صفحه منتشر شده‌است.

## مشخصات چاپ
کتاب «اجاق سرد همسایه» با مشخصات زیر به چاپ رسیده‌است:
- ف‍ت‍ح‌الله‌زاده، ات‍اب‍ک، اجاق سرد همسایه، تهران: معین‏‫، ۱۳۸۸.